# Aileen Getty
Aileen Getty (* 14. Juli 1957 in Los Angeles, Kalifornien) ist eine US-amerikanische Philanthropin. Sie entstammt der Familie des Öl-Tycoons J. Paul Getty und setzt große Teile ihres Vermögens sowohl für den Klimaschutz als auch für die Wohltätigkeit ein.

## Wirken
Teile ihres Vermögens spendet sie an den Climate Emergency Fund (4 Mio. Euro), den sie mit Personen wie Adam McKay und Rory Kennedy begründete. Dieser unterstützt Klimaschutzorganisationen wie zum Beispiel Just Stop Oil (1,1 Mio. Euro) und die im deutschsprachigen Raum aktive Letzte Generation. Getty war bereits zuvor philanthropisch tätig. Durch den Bau einer AIDS-Klinik für Kinder und Frauen in den 1990er-Jahren verband sie eine Freundschaft mit Prinzessin Diana.
Im Jahr 2012 gründete Getty die The Aileen Getty Foundation, in deren Fokus die Verbesserung der Lebensqualität von Einzelpersonen und Gemeinschaften weltweit steht. In ihrer Stiftung setzt sie sich für zahlreiche Themen ein, wie unter anderem Obdachlosigkeit, HIV/AIDS-Forschung und -Behandlung, den Aufbau von Gemeinschaften in Afrika, Meditation in Schulen und Friedensförderung im Nahen Osten. Zusätzlich widmet sie sich in ihrer Organisation der Bewältigung der Klimakrise.

## Privates
Ihr Großvater war Jean Paul Getty, der aufgrund des Erfolgs seines Ölmarketingunternehmens Getty Oil in den 1960er-Jahren als reichster Mensch der Welt galt. Aileen Getty ist die älteste Tochter von John Paul Getty II (1932–2003) und dessen erster Ehefrau Abigail Harris. Nach der Trennung ihrer Eltern im Jahr 1964 zog sie mit ihrer Mutter nach Italien.
1981 heiratete Aileen Getty Christopher Edward Wilding (* 1955), den Sohn des Schauspielerehepaars Michael Wilding (1912–1979) und Elizabeth Taylor. Sie ließen sich im Jahr 1987 scheiden. Aus ihrer gemeinsamen Ehe gingen zwei Kinder hervor: Andrew (* 1986) und Caleb Wilding (* 1987).
Ihren zweiten Mann, Scott Padilla, lernte sie 1990 in einer Entzugsklinik kennen. Diese Ehe endete, nachdem sie in ihren Flitterwochen nach einer Drogenüberdosis bewusstlos aufgefunden worden war.
Seit 2004 ist Aileen Getty mit Bartolomeo Ruspoli verheiratet.
Im Jahr 1985 erhielt sie ihre HIV-Diagnose. Ihre AIDS-Diagnose folgte nur kurze Zeit später.